# قانون اساسی ۱۹۶۴ افغانستان

قانون اساسی ۱۹۶۴ نام قانون اساسی افغانستان از سال ۱۹۶۴ تا ۱۹۷۷ میلادی بود. این طرح توسط کمیته‌ای از افغان‌های دارای تحصیلات خارجه، از جمله سردار عبدالحکیم ضیایی و سردار عبدالرحیم ضیایی تهیه شده بود که توسط محمد ظاهرشاه برای این کار تعیین شده‌بودند. اهداف اولیه قانون اساسی این بود که دولت و مردم را برای حرکت تدریجی به سوی دموکراسی و نوسازی اجتماعی و اقتصادی آماده کند. پس بحث و اصلاح این نوآوری‌های توسط لویه جرگه قانون اساسی جدید تصویب شد، که شامل لایحه حقوق برای تمام افغان‌ها، ازجمله برای زنان می‌شد. قانون اساسی پس از بررسی عمومی، در اکتبر ۱۹۶۴ به اجرا گذاشته شد.